# Ыунпуу, Вейко
Ве́йко Ы́унпуу (эст. Veiko Õunpuu, 16 марта 1972, Сааремаа) — эстонский кинорежиссёр, сценарист.

## Биография
Родился 16 марта 1972 года в Сааремаа.
В 1990 году окончил Юрискую среднюю школу. В 1992—1995 годах изучал бизнес-менеджмент в Эстонской бизнес-школе, с 1999 года теорию литературы и семиотику в Эстонском институте гуманитарных наук, с 2003 года — живопись в Эстонской академии художеств.
В 2000 году основал производственную компанию Sugar Film OÜ, где спродюсировал художественный фильм «Агент Синикаэль». В 2006 году дебютировал как режиссёр фильмом «Пустой пляж», который впоследствии признали лучшим художественным фильмом 2006 года эстонскими киножурналистами и Эстонским фондом культуры. В 2007 году снял свой первый полнометражный фильм «Осенний бал», который стал первым эстонским фильмом, завоевавшим награду Венецианского кинофестиваля «Горизонты». В 2011 году эстонские киножурналисты признали этот фильм лучшим эстонским фильмом всех времён.
В 2010 году был включён в книгу «10 x 10 Film», изданную американским издательством Phaidon Press, в которой представлены 100 самых интересных современных режиссёров.

## Фильмография
- 2006: Пустынный берег / Tühirand (короткометражный, по повести Мати Унта)
- 2007: Осенний бал / Sügisball (по роману Мати Унта, премия Горизонты Венецианского МКФ, премия Братиславского МКФ лучшему режиссёру, главная премия Брюссельского МФ независимого кино, премии МКФ в Валенсии, Марракеше, Фессалониках, номинация на премию Ника)
- 2009: Искушение святого Тыну / Püha Tõnu kiusamine (номинация на премии Роттердамского МКФ, МКФ Сандэнс)
- 2013: Free Range / Ballaad maailma heakskiitmisest